# Ratpenat barbut antillà
El ratpenat barbut antillà (Mormoops blainvillei) és una espècie de ratpenat de la família dels mormoòpids que viu a Cuba, la República Dominicana, Haití, Jamaica i Puerto Rico.